# Petar Naumoski
Petar Naumoski (in macedone Петaр Нaумоски?; Prilep, 27 agosto 1968) è un ex cestista e politico macedone con cittadinanza italiana.
È il padre di Mihail, cestista attualmente aggregato alla Italia under 20.

## Carriera cestistica
Di ruolo playmaker, è macedone di nascita con passaporto turco e italiano. Da professionista ha vestito le maglie di: Spalato, Rabotnički, Efes Pilsen Istanbul, Ülker Istanbul, Benetton Treviso, Montepaschi Siena e Olimpia Milano.
Dal 29 febbraio 2008 è stato tesserato per la Nuova Pallacanestro Guido Rossi 2000, società milanese militante nel campionato di Prima Divisione provinciale. Nella stagione 2008-09 ha invece giocato in C2 con il Derthona Basket, formazione di Tortona, vincendo il campionato e chiudendo la stagione imbattuto.
Nell'ottobre 2009 è tornato alla Pallacanestro Guido Rossi.

## Politica
Nel 2002 ha intrapreso un'avventura politica in Macedonia con il partito VMRO-DPMNE. In caso di vittoria del suo partito, sarebbe stato nominato Ministro dello Sport dell'ex repubblica jugoslava. È stato comunque eletto deputato all'Assemblea della Repubblica di Macedonia, carica che ha mantenuto fino al 2006.

## Palmarès
- YUBA liga: 2

Spalato: 1989-90, 1990-91
- Coppa di Jugoslavia: 2

Spalato: 1990, 1991
- Campionato turco: 4

Efes Pilsen: 1992-93, 1993-94, 1995-96, 1996-97
- Coppa di Turchia: 5

Efes Pilsen: 1994, 1996, 1997, 1998
Ülker Istanbul: 2003-04
- Coppa Italia: 1

Pall. Treviso: 1995
- Coppa dei Campioni: 2

Spalato: 1989-90, 1990-91
- Coppa d'Europa - Coppa Saporta: 2

Pall. Treviso: 1994-95
Mens Sana Siena: 2001-02
- Coppa Korać: 1

Efes Pilsen: 1995-96